# Episodi di Hindsight
La prima stagione della serie televisiva Hindsight è stata trasmessa negli Stati Uniti dal 7 gennaio 2015 su VH1.
In Italia è inedita.
| nº | Titolo originale                | Titolo italiano | Prima TV USA     | Prima TV Italia |
| -- | ------------------------------- | --------------- | ---------------- | --------------- |
| 1  | Pilot                           |                 | 7 gennaio 2015   |                 |
| 2  | Square One                      |                 | 14 gennaio 2015  |                 |
| 3  | I Never...                      |                 | 21 gennaio 2015  |                 |
| 4  | A Very Important Date           |                 | 28 gennaio 2015  |                 |
| 5  | ...Then I'll Know               |                 | 4 febbraio 2015  |                 |
| 6  | Tragic Kingdom                  |                 | 11 febbraio 2015 |                 |
| 7  | The Cranberries                 |                 | 18 febbraio 2015 |                 |
| 8  | The Imaginary Line              |                 | 25 gennaio 2015  |                 |
| 9  | All I Want For Christmas Is You |                 | 4 marzo 2015     |                 |
| 10 | Auld Lang Syne                  |                 | 11 marzo 2015    |                 |